# Aarhus N
Aarhus N eller Aarhus Nord er en bydel i det nordlige Aarhus bestående af Christiansbjerg, Trøjborg og Skejby - alle med postdistriktet 8200 Aarhus N.
Aarhus N er beliggende nord for Aarhus Midtby og er det højest beliggende postdistrikt i Aarhus. Oprindeligt bestod hele bydelen af en række mindre landsbyer og gårde, der efterhånden voksede sammen med Aarhus købstad under industrialiseringen i Danmark.
Den samlede nordlige bydel (indenfor postdistriktet) har 33.536 indbyggere (2015).

## Bydele og kvarterer i Aarhus N

### Christiansbjerg
Christiansbjerg er én af Aarhus’ ældre bydele beliggende tæt ved Aarhus C. I 1500- og 1800-tallet bestod området hovedsageligt af landbrug og græsningsarealer, mens en bydannelse først dukkede op i 1900-tallet. I 1930’erne og 40’erne byggede man en række nyere huse og boligkarréer, og Christiansbjerg udviklede sig til at være en egentlig bydel. Særlige kendetegn for området er trafikknudepunktet Stjernepladsen, indkøbscentret Storcenter Nord, Danmarks Radios Mediehus og det gamle rødbrune vandtårn på Randersvej. Desuden ligger en række uddannelsesinstitutioner i bydelen. Christiansbjerg består af forskellige bykvarterer: Vorrevangen, Katrinebjerg og Riisvangen.

### Trøjborg
Selvom Trøjborg hører til postdistrikt 8200 Aarhus N, er den i realiteten en del af Aarhus Midtby, dog adskilt fra centrum af Nordre Kirkegård. Trøjborg ligger sydøst for Christiansbjerg og er beliggende tæt ved skov og strand, Riis Skov og Aarhus Bugt. Traditionelt har bydelen været et gammelt arbejderområde, men bebos i dag hovedsageligt af unge studerende, børnefamilier og folkepensionister. Trøjborg består for det meste af etageejendomme og boligkarréer, dog findes en række villaer i Villabyen Skovbakken ved Marienlund nær ved skoven og Nordre Ringgade. Længere inde ad ringgaden finder man Trøjborg Centret med Løvbjerg. Bydelens helt centrale café- og shoppinggade er Tordenskjoldsgade, hvor man finder biografen Nordisk Film Biografer Trøjborg samt mange specialbutikker - vinhandel, slagter, antikvariat, vinylplader, farvehandel, genbrugs - og retrobutikker, helsekost, isenkræmmer, urmager, grønthandler og indtil flere tøjbutikker.

### Skejby
Skejby er beliggende nord for Christiansbjerg. Oprindeligt var Skejby (nu kaldet Gl. Skejby) en by i et landdistrikt nord for Aarhus med egen landsbykirke, men i løbet af 1980’erne og 90’erne voksede nye bykvarterer op på de golde markområder mellem landsbyen, Vejlby og Christiansbjerg. Randersvej gennemskærer bydelen og deler den op i to områder: vest for indfaldsvejen ligger den gamle landsby sammenvokset med Business Park Skejby der består af en række virksomheder og uddannelsesinstitutioner, eksempelvis Vestas, IBM, TDC Hosting og SOSU Aarhus. Her finder man også Region Midtjyllands storsygehus Aarhus Universitetshospital, Skejby, et vartegn for området, der er under kraftig udvidelse i disse år. Øst for Randersvej kendetegnes området mest af lavere etagebebyggelse med skole, børnehaver, TV 2/Østjylland, VIA University College samt Skelager Kirke. Tæt ved kirken finder man Skejby Centret, der udgør et samlingssted for bydelen. Helt mod nord på østsiden af Randersvej, ligger møbel- og byggemarkederne IKEA, ILVA, Stark og Silvan samt en masse anden lettere industri og kontorbygninger bl.a. POP2. Mollerup Skov er nabo til bydelen.

### Vejlby, Risskov, Egå og Skæring
De nordøstlige bydele kendetegnes generelt ved villabebyggelse og deres nærhed til Aarhus Bugts strande. Grenåvej er hovedfærdselsåren gennem disse områder. Her ligger bl.a. en del skoler, to gymnasier, adskillige kirker og enkelte større indkøbscentre. Risskov er omsluttet af bydele på næsten alle sider (Riis Skov undtaget), mens Vejlby, Egå og Skæring grænser op til landdistrikter.

## Transport

### Sporvogne
Aarhus Letbane går igennem de nordlige dele af Aarhus. Sporlinjen fører letbanevognene fra Lystrup over Lisbjerg og videre over en letbanebro (der krydser Egådalen) til Skejby, videre til Aarhus Universitetshospital (Skejby), Christiansbjerg, Nørrebrogade og Midtbyen. Banen åbnede i december 2017.

### Busser
Aarhus Nord har adskillige buslinjer, både bybusser og rutebiler. A-busserne 2A, 5A og 6A har nordre endestationer I henholdsvis Skejby, Marienlund og Risskov. Derudover findes der endestationer for bybusserne 13 (Vejlby), 14 og 15 (Skejby) samt 20 (Risskov). Nogen egentlig central busterminal findes ikke i bydelen.

## Eksterne kilder
- Wikimedia Commons har flere filer relateret til Aarhus N